# MGTV
MGTV는 대한민국의 방송채널 사용사업자인 MGTV(주)가 운영하는 텔레비전 채널이다.

## 연혁
- 2006년 8월 1일: 법인 설립
- 2007년 1월 1일: 방송채널사용사업자 등록 '소비자정보'
- 2010년 8월 1일: 소비자TV로 채널명 변경
- 2011년 4월 1일: KT스카이라이프 론칭
- 2011년 7월 1일: 영서방송, C&M 론칭
- 2011년 8월 1일: 티브로드 론칭
- 2012년 4월 1일: KCA 방송프로그램 제작지원사업자 선정 - 돈, 그 이상의 가치 - 협동조합
- 2012년 5월 1일: KTV 한국정책방송원과 업무협약 체결
- 2013년 4월 1일: KCA 방송프로그램 제작지원사업자 선정 - 공공공익 : 골목길활성화 프로젝트, 경쟁력강화 : K아리랑고개 대장정
- 2013년 10월 1일: LG U+론칭
- 2013년 12월 1일: CJ헬로비전 론칭,
- 2014년 4월 1일: 식생활교육 전문방송 채널운영사업자 선정
- 2014년 6월 1일: 현대HCN 론칭
- 2014년 9월 1일: 한국과학기술연구회 공동TLO사업 수행기관 선정
- 2014년 12월 1일: 농림축산식품부 - 도전! 쌀토리 퀴즈대회 주관
- 2015년 2월 1일: 식품의약품안전처와 업무협력 체결
- 2015년 7월 1일: KT 올레TV 론칭(265번)
- 2016년 2월 1일: SK Btv 론칭(275번)
- 2016년 3월 1일: 소비자TV-한국농어촌방송 합병
- 2016년 7월 1일: 보조적데이터방송 추가등록
- 2016년 8월 1일: 소비자전문잡지 "Fair Consumer"창간
- 2017년 4월 1일: KCA 방송프로그램 제작지원사업자 선정 - 공공공익 : 21그램의 약속, 1이 100이 되다
- 2017년 6월 1일: (사)한국소비자단체협의회와 MOU체결
- 2017년 12월 1일: 한국언론학회 제작지원사업자 선정 - 게임의 진실, 당신의 걱정에 과학이 답한다
- 2017년 12월 29일: 대한민국 소비박람회 주관
- 2018년 4월 1일: KCA 방송프로그램 제작지원사업자 선정 - 미래생존전략, 플라스틱 제로존
- 2018년 9월 1일: 최종건 대표이사 취임
- 2018년 12월 1일: 방송통신위, 2018년 방송콘텐츠 제작역량 평가 - 매우우수(15%) 평가
- 2019년 4월 1일: KCA 방송프로그램 제작지원사업자 선정 - 1)슈퍼푸드 콩 우리에겐 조금 불편한 이야기 2)노동이 사라진미래 新인류의조건
- 2019년 7월 1일: KT스카이라이프 론칭(164번)
- 2020년 12월: MG새마을금고중앙회 대주주변경
- 2021년 1월: 박차훈 대표이사 취임
- 2021년 3월 1일: MG소비자TV로 채널명 변경
- 2022년 4월 29일: MGTV로 채널명 변경
- 2021년 6월: 김기창 대표이사 취임
- 2022년 2월: 류혁 대표이사 취임
- 2022년 12월: CMB 8VSB 론칭(94-3번)
- 2023년 8월: 황국현 대표이사 취임
- 2023년 12월 21일: CCS 충북방송 론칭(67-2번)
- 2024년 4월: 이승권 대표이사 취임
- 2025년 2월: 윤경석 대표이사 취임

## 방송 프로그램
- 포커스M
- 알짜정보 지식Q
- 더 도슨트
- 경제DMZ[1]
- 힐링&요가[2]
- 프리미엄 미국주식[3]
- 마이히어로
- 공간의재탄생 시즌2
- 트립인코리아 시즌3

## 종영 프로그램
- 머니네버슬립
- 대결 노래교실
- 낭만비박 집단가출[4]
- Pain tree, 송탄유상처, 그 아픔의 기억
- 조선팔도견문록
- 디지털치료제, DTx
- 백가사전
- MG음악회
- CTV초대석
- 세상을 바꾸는 바른밥상
- 알뜰살뜰 소비백서
- MG1004골프
- 원훕농구리그 : 2023MG새마을금고보험원훕농구리그
- CTV 건강강좌
- 노영대의 자연이야기
- 바가지 예방 프로젝트 - 피박
- 사회환원 프로젝트 - 공존
- 소비자 보고서
- 불로초 오딧세이
- VJ Magazine Season2
- 소비자 생활영어
- 소비자 토론광장
- 소비자 풍향계
- 참소비네 행복이야기
- 클린코리아
- 신 흥신소
- MGTV소비자매거진
- 소비자 주권시대
- 먹고 사는 이야기
- 허경영의 속 이야기
- 윤주이의 공감토크
- 세상을 바꾸는 바른밥상
- 소뿔 1372
- TV엑스포
- 열열소비담
- MGTV스페셜
- TV 한 권의 책
- 한컷으로 보는 경제
- 식, 삶을 요리하다
- 토크 CON
- 흥미딘딘 경제교실
- 국립공원 기행